# Tarana Burke
Tarana Burke (New York, 12 settembre 1973) è un'attivista statunitense.

## Biografia
Nata e cresciuta nel Bronx, Tarana Burke sin da piccola si è impegnata nella lotta contro la violenza sessuale dopo esserne stata vittima sia da bambina che da adolescente. Si è laureata all'Università di Auburn, per poi fondare l'associazione Just Be nel 2003 e il movimento Me Too nel 2006, associando per la prima volta l'espressione alle molestie sessuali. Nel 2008 si è trasferita a Philadelphia e ha lavorato ad altre organizzazioni non a scopo di lucro, mentre nel 2014 è stata consultante del film Selma - La strada per la libertà. Nel 2017 il movimento Me Too è cresciuto notevolmente di popolarità partendo dall’attrice Alyssa Milano, che ha riproposto l'espressione, e generando numerose confessioni di abuso sessuale. Nello stesso anno il Time l'ha definita Persona dell'anno tra le Silence Breakers, riferito a tutte le donne che hanno rotto il silenzio e denunciato le molestie sessuali subite. Nel 2018 ha ricevuto un Premio Ridenhour e uno da SheKnows Media e nel 2019 le è stato conferito un premio Trailbazer. È stata direttrice dell'organizzazione Girls for Gender Equity e attualmente tiene conferenze pubbliche negli Stati Uniti.